# Can Pallàs (Taradell)
Can Pallàs és una casa de Taradell (Osona) protegida com a Bé Cultural d'Interès Local.

## Descripció
Casa de carrer que està situada al xamfrà de la plaça i de la carretera de Vic i es troba orientada a llevant. Consta de planta baixa i dos pisos. Al cantó de la plaça hi ha un portal amb llinda de pedra decorada amb una finestra amb volutes al damunt. Just a l'angle hi ha una finestra d'arc centenari, dividida en dues parts per un pilar i unes volutes i al damunt un cap de lleó. A sobre mateix hi ha un balconet de pedra amb el portal emmarcat amb esgrafiats i unes decoracions amb rajola vidriada. Sosté el teulat una columna de totxo, el·líptica, amb una bola al damunt. Al segon pis, al sector de la plaça, hi ha una terrassa amb baranes de totxo, sinuoses i al cantó del carrer s'hi obren unes galeries. Als dos pisos d'aquest sector hi ha finestres decorades amb formes geomètriques. L'estat de conservació és bo.

## Història
Edifici de línies modernistes bastit l'any 1917. Al balcó hi ha la inscripció següent: "L'HOME RESOLT/ FA'L QUE/ VOL[...]".